# جيمس ساتكليف
جيمس ساتكليف (بالإنجليزية: James Sutcliffe)‏ (14 ديسمبر 1876 في المملكة المتحدة - 14 يوليو 1915 في تركيا) هو لاعب كريكت بريطاني (وحمل سابقاً جنسية المملكة المتحدة لبريطانيا العظمى وأيرلندا). لعب مع نادي مقاطعة هامبشاير للكريكت ‏.

## وصلات خارجية
- جيمس ساتكليف على موقع إي آس بي آن كريك إنفو (الإنجليزية)